# Dordrechts Philharmonisch Orkest
De vereniging Dordrechts Philharmonisch Orkest, ook bekend als "De Phil", is een muziekvereniging uit de stad Dordrecht, in de Nederlandse provincie Zuid-Holland. De vereniging is opgericht in 1925 en bestaat uit diverse orkesten. Sinds 2001 heeft het een eigen gebouw, het Fidus Muziekcentrum, dat gebruikt wordt voor repetities, concerten, en andere activiteiten.
De vereniging bestaat uit 7 vaste orkesten en diverse gelegenheids-ensembles en telt ongeveer 200 leden. Beginnende muzikanten kunnen terecht bij Phil Starterzz om door te stromen naar Phil Kidzz, het leerlingenorkest. Het jeugdorkest, Phil Young genaamd, bestaat uit muzikanten die hun HaFaBra A-diploma hebben gehaald of waarvan de dirigent aangeeft dat ze goed genoeg zijn. Het Phil Good-orkest bestaat uit muzikanten die een enthousiast en gezellig orkest vormen. De vereniging kent ook een jazzorkest onder de naam Phil's Bigband. Phil Spass! is een muziekkapel die böhmische en egeländer klanken laat horen. Het Dordrechts Philharmonisch Orkest is een ambitieus harmonie-orkest en tracht op een zo hoog mogelijk niveau te musiceren.
Bekende muzikanten die bij de vereniging zijn begonnen of lid zijn geweest zijn onder andere Jörgen van Rijen en Michel Lamers.

## Grootorkest
Het Grootorkest bestaat uit gevorderde muzikanten en behoort tot de hoogste divisie muziekafdeling van Nederland, de eerste divisie van de Koninklijke Nederlandse Federatie van Muziekverenigingen (vaandelafdeling). Het Grootorkest telt ongeveer 80 leden en staat onder leiding van Jan Gerrit Adema. Het heeft in het verleden gemusiceerd met onder andere Frits Damrow, Emily Beynon, Cor Bakker, Laura Fygi en Nathan Hol.

### Dirigenten Dordrechts Philharmonisch Orkest
| Jaar       | Naam                      |
| ---------- | ------------------------- |
| 1925-1952  | Dirk van Leeuwen          |
| 1952-1972  | Dirk Koster (eredirigent) |
| 1972-1979  | Gerrit Fokkema            |
| 1980-1981  | Lambert Niesten           |
| 1981-1985  | Cor Pronk                 |
| 1985-2004  | Wim Holster (eredirigent) |
| 2004-2008  | Ghislain Bellefroid       |
| 2008-2023  | Jan Gerrit Adema          |
| 2023-heden | Jean-Pierre Gabriël       |